# Naufragio del Sewol
Il naufragio del Sewol è avvenuto il 16 aprile 2014 nelle acque della Corea del Sud, causando la morte di 304 persone di cui 9 disperse su 476 persone a bordo mentre i sopravvissuti sono 172 (dato aggiornato al 28 ottobre 2014). 
Risulta essere il peggior naufragio avvenuto nelle acque territoriali della Corea del Sud dal 1993, nonché uno dei peggiori disastri avvenuti nel paese in tempo di pace. Il relitto è stato recuperato dai fondali marini dove era adagiato a 44 metri di profondità il 24 marzo 2017, dopo un'imponente operazione, ed è stato trasportato al porto di Mokpo.

## IlSewol
Il Sewol (세월) fu costruito dalla società giapponese Hayashikane Shipbuilding & Engineering Co. Ltd (林 兼 船 渠) nel 1994. Aveva 146 m (479 ft) di lunghezza e 22 m (72 ft) di larghezza, e poteva trasportare 921 passeggeri più 35 membri dell'equipaggio. Disponeva di uno spazio per trasportare tra le 180 e 220 automobili e 152 container, la velocità massima della nave era di 22 nodi (41 km/h; 25 mph). Il traghetto era originariamente conosciuto con il nome di Naminoue Ferry (フェリーなみのうえ) ed era stato utilizzato in Giappone per 18 anni (tra il 1994 e il 2012).
Nel 2012 il traghetto fu acquistato dalla Cheonghaejin Marine Company di Incheon e rinominato Sewol. Dopo l'acquisto vennero fatte modifiche consistenti con l'aggiunta di altre cabine passeggeri (sul terzo, quarto e quinto ponte), aumentando la capacità passeggeri di 117 unità, ma anche aumentando il peso della nave di circa 240 tonnellate. Dopo i controlli normativi di sicurezza da parte del Registro navale sudcoreano (KR), la nave ha iniziato la sua attività in Corea del Sud (il 15 marzo 2013) e ogni settimana percorreva due o tre volte la tratta Incheon - Cheju. È stato riferito che il Sewol aveva superato un ulteriore controllo di sicurezza due mesi prima del naufragio a seguito di un'ispezione intermedia.

## Dinamica

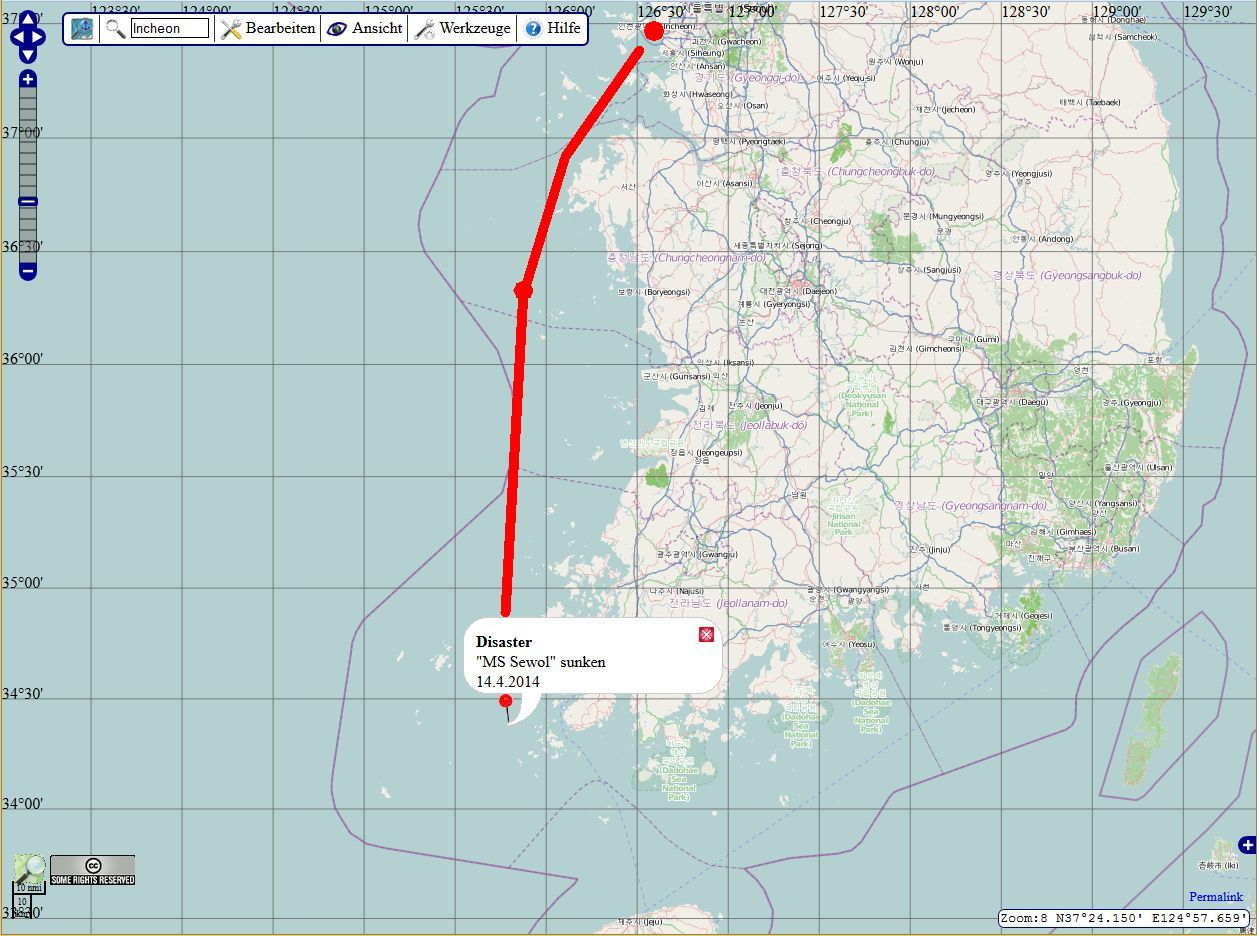
La rotta percorsa dal Sewol.

Alle 08:49 del 16 aprile 2014 il traghetto Sewol salpato dal porto di Incheon e diretto all'Isola di Cheju, aveva come responsabile della guardia in plancia la ventiseienne Park Han-kyul (terza ufficiale di coperta con solo un anno d'esperienza), mentre al timone vi era il marinaio Cho Joon-ki. Come da disposizione del comandante, non presente, avevano rilevato la squadra precedente alle 07:30. In prossimità dell'isola di Pyeongpung (sud-ovest della penisola coreana) la nave, con prua 136 gradi, effettuò un'accostata per rotta 140 gradi. L'eccessivo carico a bordo si spostò tutto sulla parte sinistra (rispetto alla prua), incominciando a far sbandare il Sewol e abbattendolo sulla murata fino al suo capovolgimento, causandone il  naufragio. Delle 476 persone a bordo 325 sono studenti della Scuola superiore "Danwon" di Ansan in gita scolastica.
Il comandante Lee Jun-seok (이준석), forse nel tentativo di raddrizzare il traghetto, tergiversò per l'evacuazione poi addirittura diede l'ordine di rimanere nelle proprie cabine. Alle 8:52 lo studente diciassettenne Choi Deok-ha (최덕하) effettuò la prima chiamata da bordo del traghetto (già notevolmente sbandato), componendo il numero d'emergenza 119 e venendo connesso dapprima al comando dei vigili del fuoco della provincia del Jeolla Meridionale e da questi alla guardia costiera di Mokpo, la quale, alle 8:54, inviò subito sul posto la motovedetta 123. Dalla plancia del Sewol la chiamata radio al servizio di controllo del traffico navale "VTS" di Cheju verrà inviata solo alle 08:55. (Il corpo dello studente verrà recuperato soltanto mercoledì 23 aprile e classificato come 141ª vittima del naufragio). Alle 9:07 venne stabilito un contatto tra il Sewol e il VTS. Alle 9:18 venne riferito che il traghetto era inclinato più di 50 gradi a sinistra. Alle 9:25 la Guardia costiera, non avendo avuto abbastanza informazioni, chiese al comandante di decidere rapidamente se fosse il caso di evacuare la nave, informando inoltre che il primo elicottero sarebbe arrivato in un minuto, mentre le motovedette in 10 minuti.
Alle 9:30 le apparecchiature all'interno della nave non funzionavano più, rendendo così impossibile comunicare qualsiasi cosa ai passeggeri. Alle 9:38 si interruppero anche le comunicazioni tra il Sewol e la Guardia costiera e VTS, tre minuti più tardi con l'arrivo delle prime motovedette, diverse imbarcazioni private si avvicinarono offrendo soccorso, da li a poco circa 160 persone salteranno in mare. Alle 9:46 il comandante viene ripreso nelle immagini dalle TV di stato mentre è tra i primi a salire (in mutande) sulle barche di salvataggio. Alle 11:18 la nave era sommersa per metà quasi girata su se stessa. Alle 13:03 era completamente sommersa. Le ultime comunicazioni fatte all'interfono furono quelle di indossare il giubbotto salvagente, mantenere la calma e restare all'interno; l'ordine di abbandonare la nave (che doveva essere effettuato a viva voce dal comandante) non arrivò mai. Gran parte dell'equipaggio o si era messo in salvo autonomamente, o era già stato evacuato dai soccorritori. I principali membri dell'equipaggio, arrestati nei giorni successivi, dissero agli investigatori che la nave era instabile e difficile da manovrare. La colpa di questa instabilità dipendeva dal fatto che era stato fatto innalzare un ultimo ponte con un gran numero di cabine, aumentando di conseguenza il peso della nave ed alzandone il baricentro.

### All'interno delSewol
Durante l'inabissamento, una vittima adolescente (Park Su-hyeon) registrò un video all'interno della nave. In un primo momento i ragazzi scherzarono per l'insolita situazione, ma ben presto il sospetto e la confusione divennero reali. I ragazzi parlarono tra di loro cercando di rassicurarsi a vicenda e informare all'esterno i familiari sulla situazione. Nei 17 minuti di video il cellulare dello studente registrò anche più annunci da parte dell'equipaggio nella quale si raccomandava ai passeggeri della nave di non muoversi e rimanere al proprio posto. Il padre della vittima, dopo aver esaminato e recuperato foto e video dallo smartphone del figlio, ha deliberatamente preso la decisione di divulgare tale video presso le emittenti locali ed internazionali in modo tale che tutti potessero essere a conoscenza della situazione che si celava all'interno del Sewol. I volti dei ragazzi furono oscurati e le voci modificate per non disturbare la sensibilità dei familiari delle vittime.

### Morti da eroi
- Anche se sull'argomento le voci sono discordanti, tutti sono d'accordo riguardo al coraggio di Park Ji-young (박지영), ragazza di 22 anni e inserviente dalla caffetteria del Sewol, che nonostante gli ordini scellerati dell'equipaggio decise di portare all'esterno della nave molti passeggeri, rifiutandosi di salire sulla lancia di salvataggio per poi trovare la morte nel tentativo disperato di salvare altre vite all'interno della nave.
- Jung Cha-woong, ragazzo di 17 anni che ha condannato a morte se stesso, cedendo il suo giubbetto salva vita ad un amico preso dal panico.
- Il ventottenne Kim Ki-woong e la sua fidanzata, la ventisettenne Jeong Hyun-seon (정현선), entrambi membri dell'equipaggio, incitavano i passeggeri ad uscire dal traghetto. Poi decisero di andare nelle cabine per salvarne altri, ma non fecero più ritorno.
- Da cronaca degli onori anche l'ultimo messaggio mandato alla moglie dal quarantaseienne membro dell'equipaggio Yeon Dae-hong (양대홍) "la nave è inclinata, ci sono dei soldi sul conto ***. Usali per far andare nostro figlio all'università, io devo andare a salvare i bambini, non posso più parlare, ciao". Il suo corpo verrà restituito ai suoi cari il 16 maggio 2014 (un mese esatto dopo l'inabissamento).
- Diverso il caso di Kwon Ji-yeon, una bambina di soli 5 anni che perse l'intera famiglia (madre, padre e fratello), mentre lei grazie ad un miracoloso passamano tra gente che da lì a poco sarebbe morta, si è salvata.
- Kim Ki-woong, Jeong Hyun-seon e Park Ji-young sono stati dichiarati martiri dal governo coreano. Potranno dunque essere sepolti nel cimitero nazionale e le loro famiglie potranno beneficiare di una compensazione finanziaria e di una costante assistenza medica.

## Responsabilità civile e penale
Il 7 maggio arriva l'arresto del presidente della compagnia proprietaria del traghetto, Kim Han-sik di 72 anni, accusato di omicidio colposo e di violazione delle norme del diritto marittimo. Gli investigatori ritengono che l'imbarcazione trasportasse tre volte il peso massimo consentito. “Sono profondamente dispiaciuto per le vittime e le loro famiglie – ha detto Kim Han-sik arrivando in commissariato – Ho commesso un grave errore”. Oltre al suo arresto, a quello del comandante e dei 14 membri dell'equipaggio (avvenuti nei giorni successivi al naufragio), sono stati arrestati anche altri tre manager della compagnia.
Il 14 maggio la procura sudcoreana formula le accuse di omicidio per il comandante Lee jun-seok e tre componenti dell'equipaggio (il direttore di macchina, il primo e secondo ufficiale). Sugli imputati pesa l'abbandono della nave senza alcun tentativo di evacuazione delle persone ancora a bordo, pur sapendo che la loro negligenza ne avrebbe causato la morte.
Il 28 maggio viene arrestata nella sua residenza di Parigi Somena Yoo, 47 anni, oggetto di un mandato di arresto internazionale emesso dalle autorità di Seul. Il padre, il settantatreenne Yoo Byung-eun, proprietario della Chonghaejin Marine Co. operatore del traghetto naufragato, e suo figlio maggiore Dae-kyun sono irreperibili. La polizia ha diffuso gli identikit dei due e ha messo sulla testa di Yoo una taglia da cinquecentomila dollari, la stessa cifra offerta per le informazioni sulle spie nordcoreane.
Il 10 giugno, nel giorno dell'inizio del processo, nessun legale osò sfidare la collera popolare per difendere i 15 imputati (tra cui 4 per omicidio), tanto che la corte dovette nominare d'ufficio sei giovani avvocati.
La fuga di Yoo Byung-eun, ricercato numero uno in Corea del Sud, è finita il 12 giugno in un campo vicino alla città di Suncheon, oltre 400 chilometri a Sud di Seul, dove la polizia, ha ritrovato un cadavere in avanzato stato di decomposizione, che dai test del DNA è risultato essere il corpo del proprietario della Chonghaejin Marine. Nonostante l'autopsia non è stato possibile determinare le cause del decesso, aprendo le porte alle più svariate teorie sulla vicenda.
il 25 luglio la polizia di Incheon ha riferito di avere arrestato il figlio maggiore del latitante defunto. Dae-Kyun viene catturato intorno alle 19:00 in un monolocale di proprietà di una sorella di un amico stretto di Yoo Byung-eun a Yongin, nella provincia di Gyeonggi.

## Le speranze del Fiocco Giallo
Sebbene il numero delle vittime dopo otto giorni continuasse a salire, tantissimi coreani mostrarono il proprio supporto per le famiglie che ancora aspettavano il ritorno dei propri cari, aderendo alla campagna "Fiocco Giallo", per tenere viva la speranza di trovare dei sopravvissuti. Anche un club studentesco locale ALT cercò di diffondere un messaggio positivo tramite un'immagine "un fiocco nero su uno sfondo giallo" con una scritta che recita in coreano: "Un piccolo movimento, grandi miracoli". Le due iniziative colorarono luoghi e strade della nazione di giallo "speranza".

## L'altare commemorativo di Ansan
Il 29 aprile 2014, il governo coreano allestisce ufficialmente presso la città di Ansan (la più colpita dalla tragedia) un altare commemorativo permanente per le vittime del Sewol. L'altare risulta interamente gestito dal governo corrente e sponsorizzato dalla città di Ansan e dalla provincia di Gyeonggi. Decine di migliaia di persone hanno reso omaggio alle vittime porgendo un crisantemo di fronte alle centinaia di foto, collocate su quattro piani e contornate di fiori commemorativi, o lasciando un messaggio all'entrata. Vari monitor erano presenti all'interno della sala, uno in particolare mostrava i messaggi di cordoglio inviati da tutto il mondo via sms mentre gli altri pubblicavano in sequenza le foto delle vittime.
L'altare risulta aperto al pubblico 24 ore e molti volti noti ed esponenti del governo vi hanno fatto visita per recare un ultimo saluto.
In precedenza, un altro altare di minori dimensioni era stato allestito presso il museo Olimpico di Ansan per poter commemorare, in attesa dei funerali secondo la tradizione coreana, le prime centinaia di vittime del Sewol (soprattutto studenti). L'altare commemorativo di Ansan risulta sei volte più grande del precedente.

## Critiche alla cultura
"Culture can't explain it all" è il titolo di un articolo comparso il 23 aprile 2014 sul Korea Times in riferimento alle riflessioni fatte in diretta radio da un giornalista della CNN due giorni dopo il disastro. "Il prezzo della cultura coreana che viene trasmesso ai propri figli è l'obbedienza, quindi se un adulto gli avesse detto di non muoversi, loro sicuramente non si sarebbero mossi". Una verità straziante per i genitori dei ragazzi perché loro stessi gli hanno instaurato quel senso di obbedienza ad ascoltare i loro anziani, tanto che nonostante vedessero coi loro occhi stanze e corridoi volgersi a 90 gradi la loro fiducia nell'ordine ricevuto rimase intatta. Alle grandi tragedie che hanno coinvolto la Corea nella sua storia, sono quasi sempre seguite analisi che mettono in discussione il ruolo della cultura, sottolineando la differenza tra anziani e figure di autorità e alla scarsa autonomia decisionale dei singoli individui (soprattutto in età giovanile).

## Decessi correlati al naufragio
- Kang Min-gyu (강민규), 52 anni, insegnante e vicepreside, sopravvissuto al naufragio, si suicida impiccandosi ad un albero il 18 aprile a causa del senso di colpa per non aver potuto salvare i suoi studenti, chiedendo di essere cremato e di disperdere le sue ceneri sul luogo dell'inabissamento per continuare a stare vicino ai suoi ragazzi[21][22][23][24][25].
- Il sottocapo di 2ª classe (병장) ventunenne, Yoon Dae-ho (윤대호), della marina sudcoreana imbarcato sul cacciatorpediniere Dae Jo-yeong (DDH-977), muore il 20 aprile per le conseguenze del trauma subito alla testa durante le operazioni di soccorso al traghetto il 17[26][27][28].
- Il 6 maggio il cinquantatreenne Lee Kwang-wook[29][30], veterano subacqueo dell'Undine Marine Industries, è morto durante la ricerca delle vittime a una profondità di 25 metri. È diventato la prima vittima tra le decine di subacquei civili mobilitati nel luogo del disastro. Nonostante la sua morte, i sommozzatori hanno continuato le loro ricerche.

- Il 30 maggio perde la vita il sommozzatore quarantaquattrenne Lee Min-seop.
- Il 17 luglio un elicottero dei pompieri che si preparava a partecipare alle operazioni di recupero del relitto, si è schiantato a Gwangju (nel quartiere commerciale di Gwangsan-gu), nel sudovest del Paese. Nessun sopravvissuto dei 5 uomini in volo.

## Conseguenze politiche
Il primo ministro sudcoreano Chung Hong-won ha rassegnato le proprie dimissioni il 27 aprile a seguito delle polemiche sorte sulle cause del naufragio. Il primo ministro fu preso a schiaffi e spintoni, quando decise di presentarsi ai parenti delle vittime riuniti in una palestra di Jindo (sito vicino al luogo del disastro), ed è stato obiettivo di accuse per la mala gestione dello stato d'emergenza.
La presidente Park Geun-hye si è scusata più volte pubblicamente per l'incidente, vedendo però scendere i suoi consensi elettorali di oltre 7 punti rispetto al 51,6% ottenuto alle elezioni del 2012. Il 19 maggio, in lacrime per il dolore, ha annunciato lo scioglimento dell'intera Guardia Costiera per far spazio ad un corpo speciale di sicurezza preparato ad affrontare disastri di queste proporzioni.
La Guardia costiera coreana è stata bersaglio di accesissime proteste ed è stata accusata di non aver saputo evitare la tragedia nonostante la tempestività delle richieste di soccorso.
Il presidente e amministratore delegato del Korea Register of Shipping (il Registro navale coreano), Chon Young-kee, ha rassegnato le proprie dimissioni in seguito alla tragedia del Sewol.
Il 30 aprile la Corea del Nord (tramite la Croce Rossa della Corea del Nord) ha mandato le proprie condoglianze al governo di Seul.

## Filmografia
- Upside Down, titolo originale: 업사이드 다운 (Eob-sa-i-deu Da-woon), documentario di 65’ per la regia di Dong B. Kim, 2015.[35]
- Intention, titolo originale: 그날, 바다 (geu-nal, ba-da), documentario di 110’ per la regia di Kim Ji-young, 2018.[36]
- Birthday, titolo originale: 생일 (saeng-il), film drammatico di 120’ per la regia di Lee Jong-eon, 2019.[37]
- In The Absence, titolo originale: 부재의 기억 (bu-jae-eui gi-eok), documentario di 29’ per la regia di Yi Seung-Jun, 2018.[38]